# Iraj Pezeshkzad
Iraj Pezeshzad (Teherán, 1927-Los Ángeles, 12 de enero de 2022) fue un escritor iraní, autor de la célebre novela persa Da’i Jan Napoleon (Querido Tío Napoleón, traducida al español como Mi tío Napoleón), publicada en 1973 en Irán.

## Carrera
Nació en Teherán en 1927 y se educó en Irán y Francia. Se licenció en Derecho y ejerció como juez durante cinco años antes de incorporarse al servicio diplomático iraní. Estuvo destinado en Austria, Checoslovaquia, Suiza y Argelia antes de regresar a Irán. Allí dirigió el Departamento de Relaciones Culturales del Ministerio de Exteriores iraní hasta la revolución islámica de 1979, momento en que abandonó Irán para exiliarse en Francia. Dejó la carrera diplomática y se unió a Shapour Bakhtiar y a su partido, el Movimiento Nacional de Resistencia Iraní, para luchar contra el régimen que se había establecido en Irán.

## Obras literarias
Empezó a escribir a principios de la década de 1950, traduciendo obras de Voltaire y Molière al persa y escribiendo relatos que publicaba en revistas. Entre sus novelas están Hayi Mam-Ya'far en París, Mashallah Jan en la corte de Harún al-Rashid, Asemún Rismún, Honar-e mard beh ze doulat-e ust, y Dai Yan Napoleon. Ha escrito también diversas obras de teatro y varios artículos sobre la Revolución Constitucional iraní de 1905-1911, la Revolución Francesa y la Revolución Rusa.
Su obra más reciente es Janevade-ye Nikajtar (La familia de Nikajtar). Ha escrito también una autobiografía, titulada Golgashtha-ye zendegí (The Pleasure-grounds of Life).
Actualmente vive en París, donde trabaja como periodista.

### Mi tío Napoleón
Su novela más célebre, Mi tío Napoleón, se publicó en 1973, le ganó el reconocimiento en su país y fue alabada por críticos nacionales e internacionales como todo un fenómeno cultural. Es una sátira social y una obra maestra de la literatura iraní contemporánea. La historia está ambientada en un jardín de Teherán a principios de la década de 1940, en los inicios de la Segunda Guerra Mundial, dónde viven tres familias bajo la tiranía de un patriarca paranoico al que llaman Querido Tío Napoleón.
Poco después de su publicación se rodó en Irán una serie de televisión basada en el libro que arrasó en audiencia, haciendo que la popularidad del libro alcanzara cotas todavía mayores. La novela se convirtió en un punto de referencia de la cultura nacional y sus personajes en iconos populares. La obra se ha traducido a diversos idiomas, entre ellos inglés, francés, alemán y ruso. En 2010 se publicó por primera vez en castellano.
Las críticas del mundo anglosajón fueron entusiastas. El Cleveland Plain Dealer afirmó en su reseña que el libro Mi tío Napoleón “hará más por mejorar las relaciones entre Estados Unidos e Irán que toda una generación de visitas de diplomáticos y disculpas de los respectivos gobiernos.” Y el Washington Post afirmó que “Pezeshkzad, como todo autor de categoría, trasciende las fronteras culturales.”
Azar Nafisi, escritora y académica iraní, afirma en el prólogo que escribió para la edición de 2006 del libro en Estados Unidos que Mi tío Napoleón es "de muchos modos una refutación de las imágenes histéricas y amenazantes de Irán que han dominado Occidente durante casi treinta años. En muchos niveles esta novela devuelve al país una voz que había sido confiscada y enmudecida, revelando una cultura impregnada de un profundo sentido de la ironía y del humor, así como de sensualidad y ternura."